# Портер, Кейлеб
Ке́йлеб По́ртер (англ. Caleb Porter; 18 февраля 1975, Такома, Вашингтон, США) — американский футбольный тренер.

## Игровая карьера
В 1998 году Портер окончил Индианский университет в Блумингтоне со степенью бакалавра в сфере спортивного менеджмента. Обучение он совмещал с игрой за университетскую футбольную команду «Индиана Хузерс» в Национальной ассоциации студенческого спорта.
Портер был в составе студенческой сборной США, завоевавшей бронзовую медаль на Всемирных университетских играх 1997 года.
На Университетском драфте MLS 1998 года Портер был выбран клубом «Сан-Хосе Клэш» в 3-м раунде под общим 27-м номером. Его профессиональный дебют состоялся только в следующем сезоне — 10 апреля 1999 года в матче против «Канзас-Сити Уизардс», в котором он был удалён с поля за две жёлтые карточки. Позднее его отправили в краткосрочную аренду в клуб «Сакраменто Гекос» из Эй-лиги, второго по уровню американского дивизиона. Срок пребывания Портера в «Сан-Хосе Клэш» оказался недолгим — в июне 1999 года он был отчислен, сыграв за клуб всего 72 минуты в четырёх матчах. Однако, он быстро вернулся в MLS после того, как был подписан «Тампа-Бэй Мьютини» в июле. 29 июня 2000 года Портер объявил о завершении карьеры футболиста, в последнее межсезонье он из-за травм перенёс артроскопические операции на обоих коленях.

## Тренерская карьера
Закончив карьеру игрока в 2000 году, Портер вернулся в Индианский университет в Блумингтоне в качестве помощника главного тренера университетской футбольной команды «Индиана Хузерс».
В декабре 2005 года Портер занял должность главного тренера команды Акронского университета «Акрон Зипс». Под его началом «Зипс» дважды подряд доходили до финала национального студенческого чемпионата: в 2009 году уступили команде Виргинского университета «Верджиния Кавальерс» 3:4 в серии послематчевых пенальти после безголевой ничьи в основное и дополнительное время, а в 2010 году стали чемпионами, одолев команду Луисвиллского университета «Луисвилл Кардиналс» со счётом 1:0.
В конце 2009 года появилась информация, что клуб MLS «Ди Си Юнайтед» рассматривает кандидатуру Портера на вакантную должность главного тренера, но Акронскому университету удалось удержать специалиста, согласовав с ним условия нового контракта на пять лет.
20 октября 2011 года Портер был назначен главным тренером футбольной олимпийской сборной США, сохраняя при этом аналогичную должность в «Акрон Зипс». Его первая задача заключалась в прохождении сборной США до 23 лет квалификации на футбольный турнир Олимпийских игр 2012 года в Лондоне, однако американцы не смогли преодолеть отборочный турнир КОНКАКАФ, прошедший перед играми в марте, после того, как в группе проиграли Канаде со счётом 0:2 и сыграли в ничью с Сальвадором со счётом 3:3.
29 августа 2012 года клуб MLS «Портленд Тимберс» представил Портера как будущего главного тренера, чьё вступление в должность состоится в декабре, после завершения сезона 2012 в NCAA. В сезоне 2013 «Тимберс», финишировав во главе западной конференции, впервые в клубной истории пробились в плей-офф, за что Портер, до этого времени не возглавлявший профессиональных клубов, был признан по итогу голосования тренером года в MLS. В Матче всех звёзд MLS 2014 года команда звёзд MLS, руководство которой было доверено Портеру, проиграла мюнхенской «Баварии» со счётом 1:2. В сезоне 2015 Портер привёл «Портленд Тимберс» к первому чемпионству в MLS — в матче за Кубок MLS был побеждён «Коламбус Крю» со счётом 2:1. 27 января 2016 года «Тимберс» продлили контракт с тренером на долгосрочный период. 16 ноября 2017 года контракт Портера с «Портленд Тимберс» был расторгнут по обоюдному согласию.
4 января 2019 года «Коламбус Крю» объявил о назначении Портера на пост главного тренера клуба. Под его руководством в сезоне 2020 «Коламбус Крю» завоевал свой второй чемпионский титул, разгромив в матче за Кубок MLS «Сиэтл Саундерс» со счётом 3:0. 10 октября 2022 года Портер был уволен из «Коламбус Крю», после того как клуб не смог выйти в плей-офф второй сезон подряд.
19 декабря 2023 года Портер был назначен главным тренером «Нью-Инглэнд Революшн».

### Статистика
| Команда              | Начало работы   | Окончание работы | Результаты | Результаты | Результаты | Результаты | Результаты |
| Команда              | Начало работы   | Окончание работы | И          | В          | Н          | П          | В %        |
| -------------------- | --------------- | ---------------- | ---------- | ---------- | ---------- | ---------- | ---------- |
| Портленд Тимберс     | 17 декабря 2012 | 17 ноября 2017   | 200        | 84         | 56         | 60         | 42,00 %    |
| Коламбус Крю         | 4 января 2019   | 10 октября 2022  | 138        | 53         | 38         | 47         | 38,41 %    |
| Нью-Инглэнд Революшн | 19 декабря 2023 |                  |            |            |            |            |            |
| Всего                | Всего           | Всего            | 338        | 137        | 94         | 107        | 40,53 %    |

## Достижения
Как тренера
Командные
 «Портленд Тимберс»
- Чемпион MLS (обладатель Кубка MLS): 2015

 «Коламбус Крю»
- Чемпион MLS (обладатель Кубка MLS): 2020

Индивидуальные
- Тренер года в MLS: 2013